# Площа Бана Єлачича
Пло́ща ба́на Єла́чича (хорв. Trg bana Jelačića; також Єла́чичева пло́ща хорв. Jelačićev trg, серед місцевих жителів поширені назви Єла́чич-плац хорв. Jelačić-plac і просто Пло́ща хорв. Trg) — центральна площа столиці Хорватії міста Загреба, його історичне осереддя, місце проведення різноманітних масових заходів, культурних акцій, популярна зона піших прогулянок загребців і туристів. Майдан названий на честь графа Йосипа Єлачича-Бужимського — австрійського полководця хорватського походження, колишнього бана Хорватії (1848–1859).

## Опис

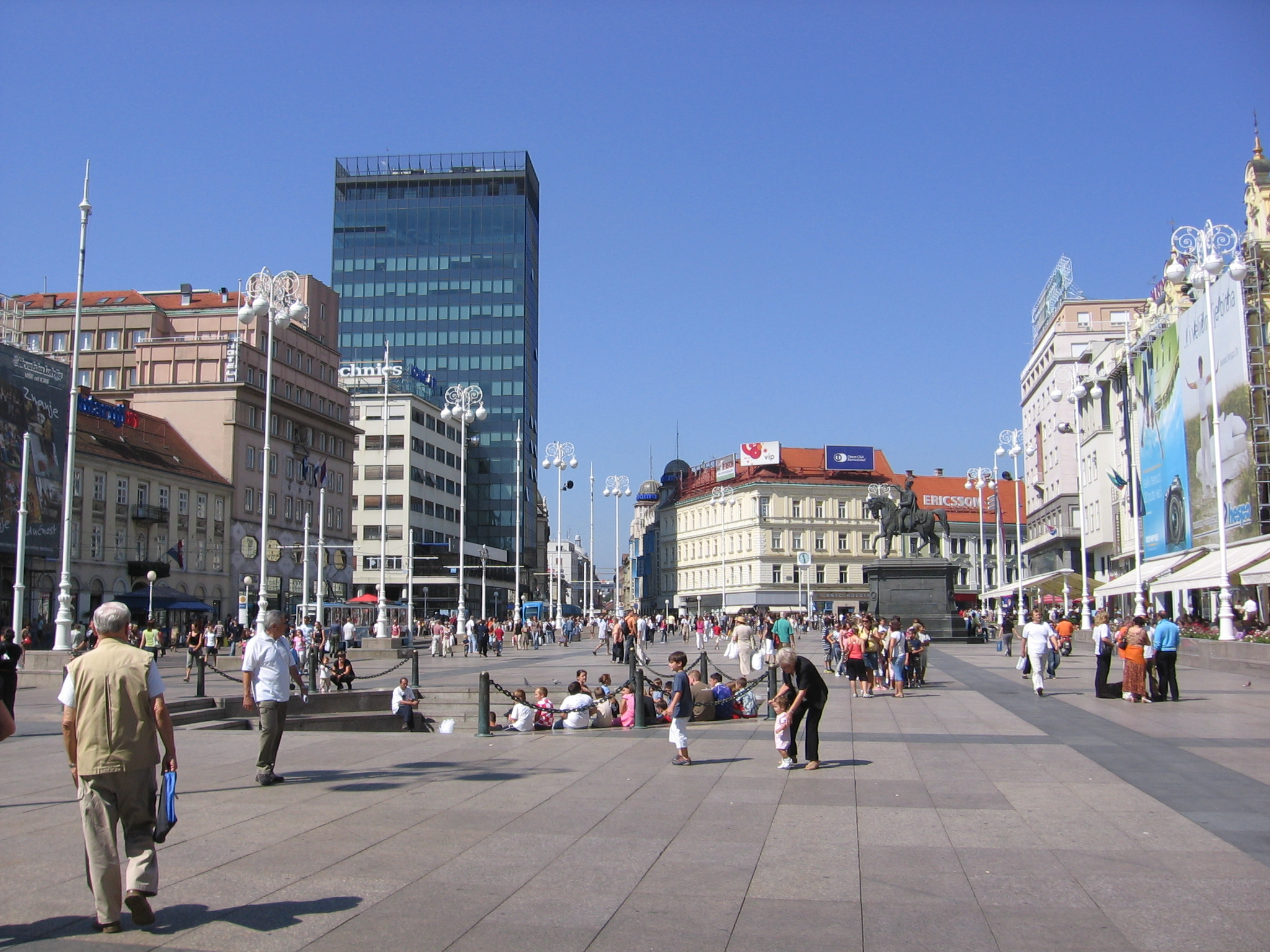
Площа бана Єлачича — популярне місце прогулянок загребців і гостей міста

Площа розташована нижче історичних районів Загреба Градеця і Каптола, просто на південь від ринку Долаць на перетині вулиць Ілиця (з заходу), Павла Радича (з північного заходу), Сплавниця і Хармиця (з півночі), Бакачева (з північного сходу), Ніколи Юришича (зі сходу), Прашка (з південного сходу) та Людевіта Ґая (з південного заходу). Майдан є осереддям пішохідної зони в Донім Граді (Нижньому місті).
Забудова площі — історична, часто комерційна — переважно кінця XIX — початку ХХ століть. Найстаріший будинок на площі — під номером 18 — був зведений у 1827 році. На майдані сусідують будівлі найрізноманітніших архітектурних стилів — від класицизму і бароко до модерну.
У центрі площі встановлено розкішний кінний монумент полководцю Австрійської імперії, хорвату за походженням бану Хорватії Йосипу Єлачичу роботи австрійського скульптора Антона Домініка Фернкорна.
На південному заході площі розташований висотний будинок Небодер (тобто хмарочос). У східній частині майдану — фонтан Мандушеваць, а східний край площі займає будівля Загребського банку, найбільшого у країні.

## Історія

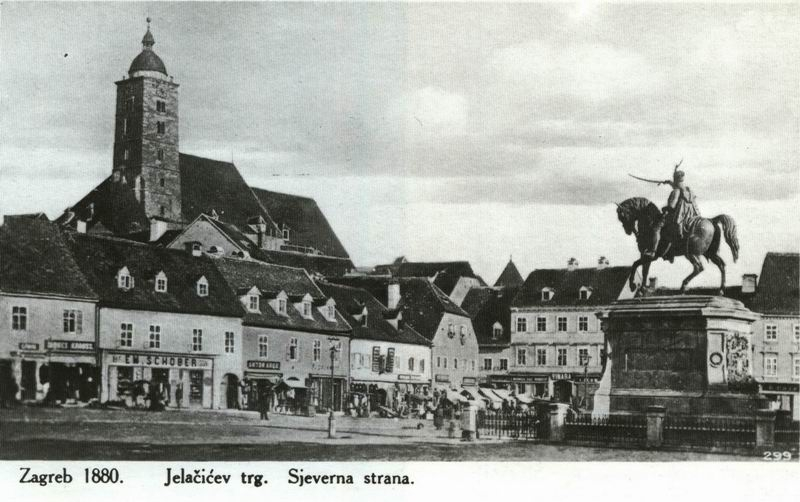
Вид із площі на Загребський собор, стара листівка (1880)

Майдан, що спершу називався Хармиця, існує щонайменше з XVII століття. Від 1848 року майдан за рішенням австрійської влади дістав назву на честь бана Йосипа Єлачича. А 19 жовтня 1866 року, попри протести городян, у центрі площі відкрили помпезний пам'ятник бану Єлачичу.
У 1898 році у районі майдану задля подальшої розбудови прибрали у підземний колектор струмок Медвещак.
У 1947 році, коли до влади в Югославії прийшли комуністи, Єлачич був оголошений гнобителем Хорватії, відтак його статую з центральної загребської площі демонтували (її помістили у підвал галереї «Гліптотека»), а сам майдан відтоді носив назву Площа Республіки.
У 1956—59 роках на площі був зведений 16-поверховий Небодер, що став першим висотним будинком у Загребі (його ремонтували у 2007 році).
Готуючись до проведення в Загребі літньої Універсіади 1987 року, міська влада відремонтувала площу Республіки — зокрема, була замінена тротуарна плитка, був відновлений фонтан Мандушеваць, а сама площа стала частиною пішохідної зони.

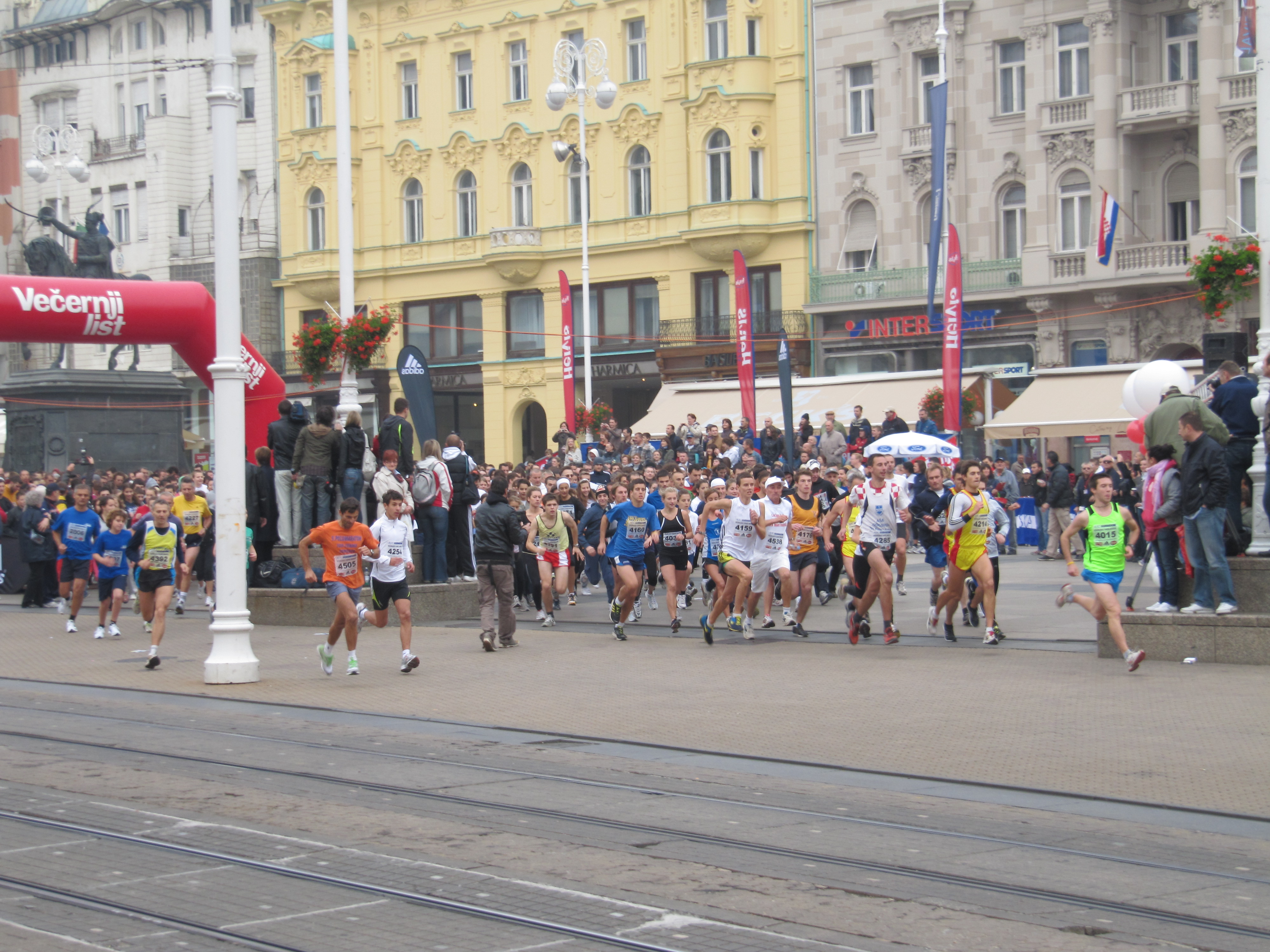
Старт Загребського марафону на площі, жовтень 2010

Незадовго до розпаду Югославії, після проведених у 1990 році виборів до влади у Хорватії прийшли представники Хорватської демократичної співдружності, які переглянули роль Йосипа Єлачича у хорватській історії. Центральна загребська площа знову дістала ім'я на честь бана. Тоді ж було відновлено й знову встановлено кінну статую Єлачича, проте тепер її розгорнули у бік півдня, раніше ж шабля бана вказувала у бік Угорщини на честь його участі в придушенні там революції 1848—49 років.
У теперішній час площа бана Йосипа Єлачича — місце проведення різноманітних масових заходів (наприклад, святкових парадів), культурних акцій, народних гулянь тощо; це головне місце зустрічей загребців і гостей міста, популярне у туристів. На майдані розташовані кав'ярні і крамниці. Чимало будинків на площі мають старовинні фасади, що потребують постійного догляду, реставрації, що з успіхом нині використовується рекламниками, які на будівельну сітку вивішують постери.

## Транспорт
Будучи частиною пішохідної зони, площа бана Єлачича є вільною від автомобілів, але в той же час тут перетинаються багато загребських трамвайних маршрутів.
Через площу проходять трамваї:
- удень — № 1, 6, 11, 12, 13, 14 і 17;
- вночі — № 31, 32 і 34.